# No Ordinary World
No Ordinary World è il diciassettesimo album in studio del cantante e musicista britannico Joe Cocker, pubblicato il 9 settembre 1999.

## Tracce
1. First We Take Manhattan – 3:44 (Leonard Cohen)
2. Different Roads – 4:58 (Stephen Allen Davis, Steve DuBerry)
3. My Father's Son – 4:29 (Graham Lyle, Conner Reeves)
4. While You See a Chance – 3:51 (Will Jennings, Steve Winwood)
5. She Believes in Me – 4:44 (Bryan Adams, Eliot Kennedy)
6. No Ordinary World – 3:52 (Lars Anderson, Stephen Allen Davis)
7. Where Would I Be Now – 5:27 (Michael McDonald, Tony Joe White)
8. Ain't Gonna Cry Again – 4:06 (Peter Cox, Peter-John Vettese)
9. Soul Rising – 3:57 (Peter Cox, Graham Gouldman, Peter-John Vettese)
10. Naked Without You – 4:31 (Rick Nowels, Andrew Roachford, Billy Steinberg)
11. Love to Lean On – 4:17 (Steve Diamond, Wayne Kirkpatrick)
12. On My Way Home – 4:13 (Jean-Jacques Goldman, Michael Jones)

Tracce aggiunte nella versione americana
1. Lie to Me – 4:01 (J. McCabe, David Z)
2. Love Made a Promise – 5:03 (Paul Brady, Mark Nevin)

## Classifiche

### Classifiche settimanali
| Classifica (1999) | Posizione massima |
| ----------------- | ----------------- |
| Austria           | 5                 |
| Belgio (Fiandre)  | 7                 |
| Belgio (Vallonia) | 11                |
| Francia           | 12                |
| Germania          | 3                 |
| Norvegia          | 2                 |
| Paesi Bassi       | 30                |
| Regno Unito       | 63                |
| Svezia            | 50                |
| Svizzera          | 4                 |

### Classifiche di fine anno
| Classifica (1999) | Posizione |
| ----------------- | --------- |
| Belgio (Fiandre)  | 66        |
| Germania          | 59        |